# Allium kuramense
Allium kuramense är en amaryllisväxtart som beskrevs av Furkat Orunbaevich Khassanov och Nikolai Walterowich Friesen. Allium kuramense ingår i släktet lökar, och familjen amaryllisväxter. Inga underarter finns listade i Catalogue of Life.